# Reunión (álbum de Manal)
Reunión es el tercer álbum de estudio de Manal, grupo fundacional del rock argentino. Fue grabado y publicado por la discográfica CBS en 1981, durante el breve periodo en que el trío se reunió para realizar una serie de conciertos en Buenos Aires y otras ciudades argentinas.
Luego de estar diez años separados desarrollando sus propios proyectos, Alejandro Medina, Claudio Gabis y Javier Martínez regresaron con un sonido más moderno y un estilo distinto al de sus trabajos anteriores, incorporando a su tradicional base de rock y blues elementos de jazz fusión y también música afroamericana. Mientras que en los discos anteriores la mayoría de las composiciones pertenecían a Martínez, Reunión incluye, en igual proporción, temas de los tres componentes del grupo.

## Detalles de las canciones
"La Centuria", tema compuesto por Claudio Gabis, es el único instrumental del álbum.
Está inspirado en dos obras literarias: Las centurias, del astrólogo Nostradamus, y la novela de Arthur Clarke El fin de la infancia. La centuria alude al momento utópico en que la humanidad, tal como la conocemos, llegaría a su fin (el Apocalipsis), para sufrir un cambio radical y alcanzar un nivel de mayor espiritualidad y conocimiento. Es un canto a la gloria y destrucción de nuestro siglo, pero también se lo puede ver como un himno de esperanza ante el advenimiento de un mundo mejor.
"Como si fuera a tocar las estrellas", una continuación de "Más allá del valle del tiempo", canción del primer álbum solista de Claudio Gabis, es una reflexión sobre el lugar que ocupa el hombre en el universo.
"Doblé en una esquina" relata un episodio de amor a primera vista con una muchacha que promociona golosinas en una esquina de la ciudad.
"Nos veremos mañana" habla de la esperanza de un mañana a un amor, en un momento que es efímero.
"Te daré mi mano" habla de aquellas cosas que muchas veces son obvias, fácilmente visibles, pero que no las vemos a menos que alguien nos las diga. 
También pone de manifiesto la igualdad intelectual, de que ninguna persona, sea literato, poeta, etc, sabe más que el otro, o también que nadie tiene la verdad.
"Juega el juego jugador" pone en manifiesto una frase de su creador, Alejandro Medina: "Yo nunca sé cual es la nota que voy a tocar, pero la nota lo sabe", poniendo en evidencia una forma de vida más arriesgadamente libre y menos sujeta a los planes.
Este tema fue grabado con anterioridad para el disco Pappo's Blues Volumen 7 como "El jugador", cuando Medina era el bajista.
"Tengo algo en mi mente para vos" es una oda a la felicidad en honor a aquellas cosas positivas de la vida.
"Sacúdeme la vida" es un canto de amor, un llamado del hombre hacia la mujer. Habla también de la necesidad de alejarse de alguien, para luego regresar con fuerzas renovadas.

## Lista de canciones
Todas por Javier Martínez, excepto donde se indica.

| Lado A |                                                       |                     |          |  |
| N.º    | Título                                                | Vocalista principal | Duración |  |
| 1.     | «Doble en una esquina»                                | Javier Martínez     | 4:22     |  |
| 2.     | «Como si fuera a tocar las estrellas» (Claudio Gabis) | Alejandro Medina    | 5:29     |  |
| 3.     | «Juega el juego, jugador» (Medina)                    | Medina              | 4:20     |  |
| 4.     | «Te daré mi mano»                                     | Martínez            | 6:07     |  |

| Lado B |                                            |                     |          |  |
| N.º    | Título                                     | Vocalista principal | Duración |  |
| 5.     | «Sacúdeme la vida» (Medina)                | Medina              | 3:53     |  |
| 6.     | «Nos veremos mañana»                       | Martínez            | 4:22     |  |
| 7.     | «Tengo algo en mi mente para vos» (Medina) | Medina              | 3:03     |  |
| 8.     | «La Centuria» (Gabis)                      | Instrumental        | 7:57     |  |

## Músicos
Manal
- Alejandro Medina - voz y bajo eléctrico.
- Javier Martínez - voz y batería.
- Claudio Gabis - guitarras, teclados y arreglos.

Invitados
- Román "Rulo" Rodríguez - percusión.
- Roberto Fats Fernández - trompetas